# 그리스 사화집

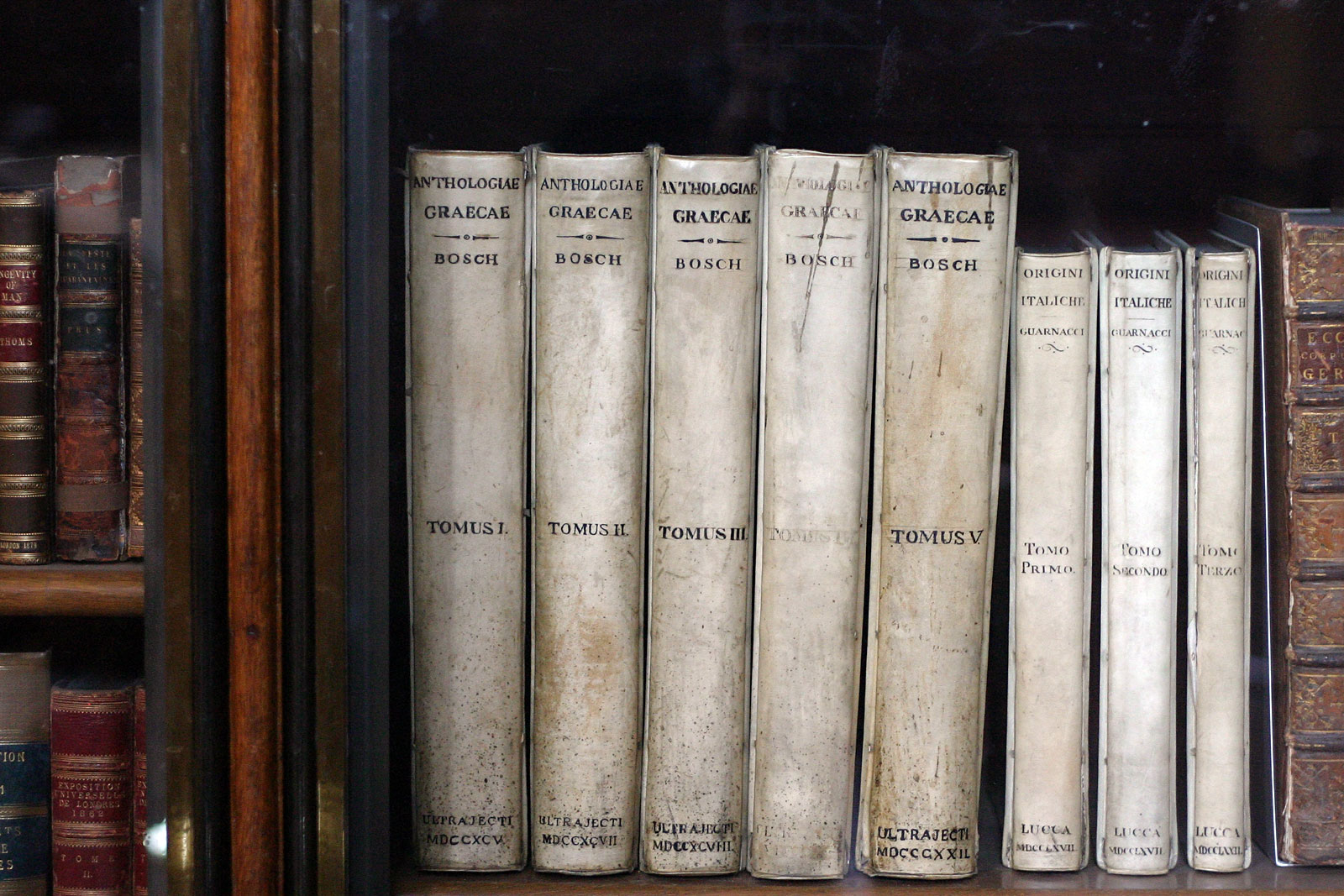
그리스 사화집

그리스 사화집(Greece詞華集)은 Meleager가 기원전 90년경에 Garland of Meleager으로 편집한 것에, 그 후 정기적으로 보관하여, 10세기에 Cephalas에 의해 결정판으로 만들어진 그리스어로 된 짧은 시집이다.